# Chortoq
Chortoq (uzb. cyr.: Чортоқ; ros.: Чартак, Czartak) – miasto we wschodnim Uzbekistanie, w wilajecie namangańskim, w Kotlinie Fergańskiej, siedziba administracyjna tumanu Chortoq. W 1989 roku liczyło ok. 35,5 tys. mieszkańców. Ośrodek przemysłu włókienniczego i spożywczego (fabryka wody mineralnej). W pobliżu miasta znajduje się kurort balneologiczny.
Miejscowość otrzymała prawa miejskie w 1976 roku.